# ریچل بل
ریچل بل (انگلیسی: Rachel Bell؛ زادهٔ ۱۹۵۰ میلادی) بازیگر اهل بریتانیا است. وی از سال ۱۹۸۰ میلادی تاکنون مشغول فعالیت بوده‌است.
از فیلم‌ها یا مجموعه‌های تلویزیونی که وی در آن‌ها نقش داشته‌است، می‌توان به پوآرو، دکتر هو و لبه عشق اشاره نمود.